# David Joy
Pour les articles homonymes, voir Joy.
Œuvres principales
- Là où les lumières se perdent

David Joy, né le 11 décembre 1983 à Charlotte en Caroline du Nord, est un écrivain américain.

## Biographie
David Joy est titulaire d’une licence d’anglais obtenue avec mention à la Western Carolina University et d'un master spécialisé dans les métiers de l’écrit. Il a pour professeur Ron Rash qui l'encourage à écrire.
David Joy vit aujourd’hui à Webster, en Caroline du Nord, là où sa famille a toujours vécu depuis plusieurs générations.

## Œuvres

### Romans
- Là où les lumières se perdent, Sonatine, 2016 ((en) Where All Light Tends to Go, G. P. Putnam's Sons, 2015), trad. Fabrice Pointeau, 304 p.  (ISBN 978-2355843389)
- Le Poids du monde, Sonatine, 2018 ((en) The Weight of This World, G. P. Putnam's Sons, 2017), trad. Fabrice Pointeau, 310 p.  (ISBN 978-2355843396)[2],[3]
- Ce lien entre nous, Sonatine, 2020 ((en) The Line That Held Us, G. P. Putnam's Sons, 2018), trad. Fabrice Pointeau, 304 p.  (ISBN 978-2355847295)
- Nos vies en flammes, Sonatine, 2022 ((en) When These Mountains Burn, G. P. Putnam's Sons, 2020), trad. Fabrice Pointeau  (ISBN 978-2355847301)
- Les Deux Visages du monde, Sonatine, 2024 ((en) Those We Thought We Knew, G. P. Putnam's Sons, 2023), trad. Jean-Yves Cotté  (ISBN 978-2383991359)

### Article
- « Génération opioïdes » / trad. Fabrice Pointeau ; photographies Stacy Kranitz, dans America n° 13/16 « À quoi rêvent les jeunes ? », 04/2020, p. 82-93.  (ISBN 979-10-97365-61-5)

### Collectif
- L’Enfance, c’est… / par 120 auteurs ; textes illustrés par Jack Koch ; préf. Aurélie Valognes. Paris : Le Livre de poche, novembre 2020.  (ISBN 978-2-253-08202-6)

## Prix
- Prix Hammett 2020 pour When These Mountains Burn[4]

## Synopsis deLe Poids du monde(2018)
- Si vous ne connaissez pas le sujet, laissez ce bandeau (vous pouvez alors contacter les auteurs).
- Si vous supprimez le contenu mis en cause (vous pouvez préalablement contacter les auteurs),

argumentez précisément cette suppression dans la page de discussion
(un manque de référence n'est pas un argument ; une recherche réelle de référence doit avoir été effectuée, être formellement documentée).
Années 2010, Caroline du Nord, Appalaches, Comté de Jackson. Dans une région isolée, dans les contreforts de montagnes, deux amis de 24 ans, Aiden (McCall) et Thad (Broom), survivent de petits trafics (câble en cuivre). Thad est rentré du Moyen-Orient avec un disque vertébral endommagé et suffisamment de traumatismes psychologiques. Aiden, bloqué par une condamnation pour stupéfiants, a fait le terrassier et des travaux de construction. Ils étaient en classe ensemble. Quand le père McCall a mis fin aux violences familiales en se suicidant après avoir tué son épouse, Aiden a été placé en orphelinat, s'est enfui, s'est réfugié en cabane de chasse, et a fini par accepter de rejoindre Thad, et sa mère April, à 12 ans.
Leur duo en mobil-home réunit un calme, qui voudrait plutôt fuir à Asheville pour y travailler, et un nerveux, qui tient à rester au pays, et qui n'ont guère connu de bien que cette fraternité de perdants. Leur dernier gain permet à Thad d'aller acheter de la drogue auprès d'un dealer, Wayne Bryson, qui sous leurs yeux joue avec son pistolet et ne se rate pas. Commence alors un drame très rapide : drogue, armes à feu, argent, tentatives de revente, avec de nouveaux personnages aussi paumés qu'eux : Leland Bumgarner, Julie Dietz, Doug Dietz, Meredith, Eberto... Les fantômes du passé exaspèrent la tragédie.